# 老泰亮
老泰亮，又称泰亮山、傣亮山、老泰亮山等，是缅甸掸邦南部山区的一个镇。该镇的南边是缅泰边界。南掸邦军总部位于该镇上，镇上居民大多为掸族（傣族）中的傣亮（红傣）。为了避免混乱，居民使用泰国的时区代替相较慢30分钟的缅甸标准时间。相较于缅元，居民通常更喜欢使用泰銖。

## 名称
该镇没有统一的中文名。Loi Tai Leng为掸语，意为“红傣人之山”。